# Roberto Carlos Flores Treviño
Roberto Carlos Flores Treviño (Monterrey, Nuevo León; 13 de julio de 1964) es un abogado mexicano. Estuvo a cargo de la Procuraduría General de Justicia del Estado de Nuevo León desde octubre de 2015 al 21 de febrero de 2017.

## Biografía
Roberto Carlos Flores nace el 13 de julio del año 1964 en la ciudad de Monterrey. Desde joven se interesó por el área médica influenciado en gran medida por su abuelo quien era un reconocido médico de la ciudad, sin embargo optó por la abogacía. Su gran facilidad de aprendizaje lo llevó a estudiar la secundaria y la preparatoria de manera simultánea para acelerar sus estudios universitarios a la edad de 15 años.

Una vez completados sus estudios, ingresa a la Facultad de Derecho y Ciencias Sociales de la Universidad Autónoma de Nuevo León, donde logra adelantar materias estudiando 12 horas diarias a razón de una materia por hora con dos horas para comer. Su esfuerzo lo convirtió en el abogado más joven graduándose con honores en junio de 1984 a la edad de 19 años.

Fue invitado a formar parte del equipo docente de la UANL siendo uno de los miembros fundadores de la Licenciatura en Criminología ya como Facultad y no como Colegio impartiendo varias clases tanto en la carrera de Criminología como en la carrera de Derecho en 1986.

Desde 1987 ha sido el presidente de la Nueva Generación del Colegio de Abogados de Nuevo León. Un año antes se convirtió en miembro de la Federación Latinoamericana de Colegios, Barra y Asociaciones de Abogados y en 1993 ingresa a la Barra de Abogados México-Estadounidense.

### Formación Académica

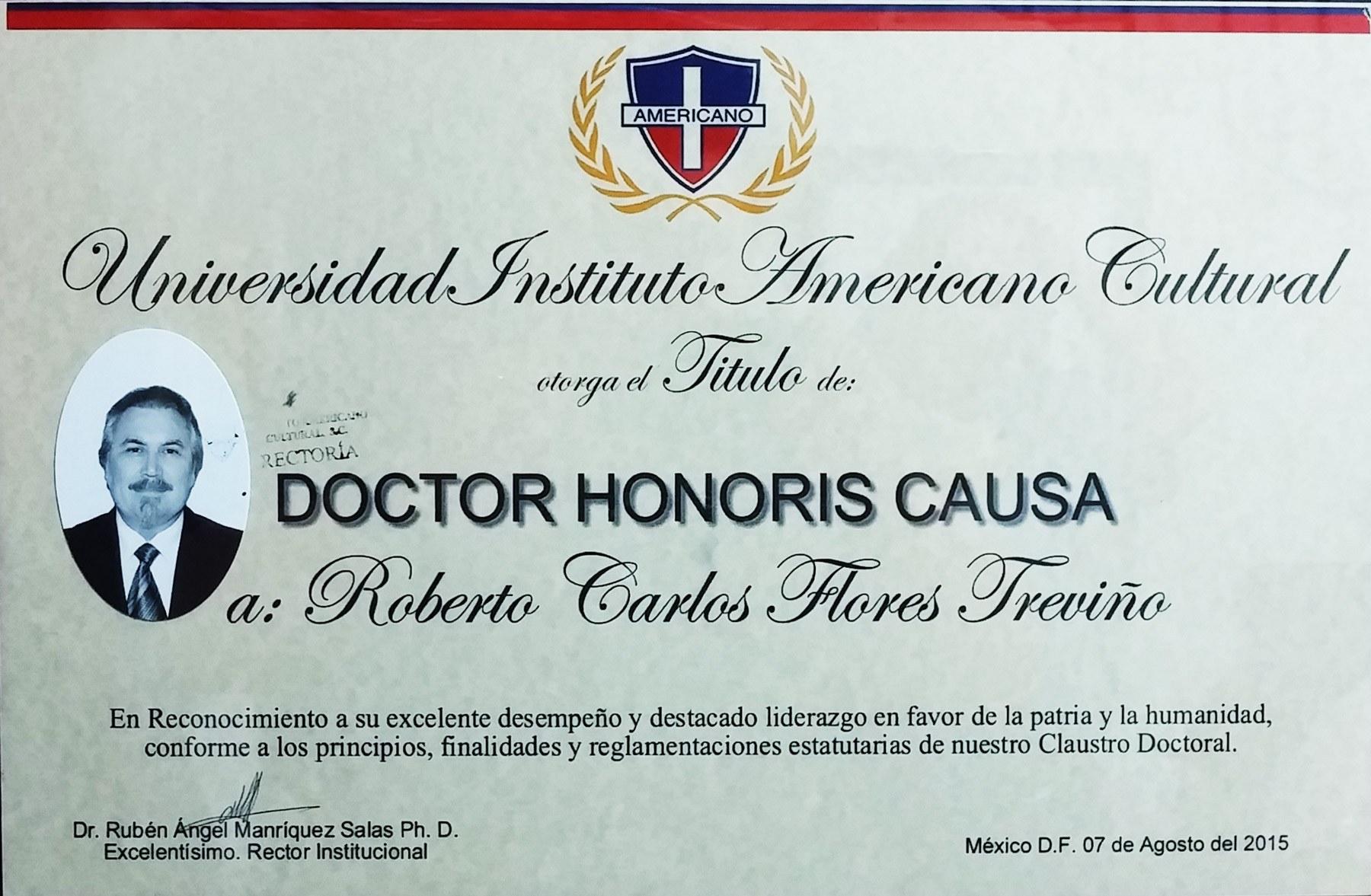
Otorgado por la Universidad Instituto Americano Cultural

2016 Maestría en Juicios Orales por el Colegio de Especialidades Jurídicas
2015 Doctor Honoris Causa otorgado por el Excelentísimo Rector Institucional Dr. Rubén Ángel Manríquez Salas Ph. D. de la Universidad Instituto Americano Cultural el día 7 de agosto de 2015 en reconocimiento a "su excelente desempeño y destacado liderazgo en favor de la patria y la humanidad, conforme a los principios, finalidades y reglamentaciones estatutarias de nuestro Claustro Doctoral"
1988 CURSO: Regionalización del Sistema de Impartición de Justicia Fiscal

1987 CURSO: Actualización de Materia de Amparo FACULTAD DE DERECHO Y CIENCIAS SOCIALES DE LA UANL

1985 Licenciado en Ciencias Jurídicas FACULTAD DE DERECHO Y CIENCIAS SOCIALES DE LA UANL

1984 Estudios Pre-especialización Derecho Laboral

Desde 1988 al 2015 Roberto C. Flores Treviño ha participado en más de 60 cursos sobre actualizaciones en materias:
- Penal
- Civil Familiar
- Laboral
- Mercantil
- Amparo
- Nuevo Sistema Penal Acusatorio

### Experiencia Profesional
1986-1996 LABOR DOCENTE

- Maestro en el Colegio de Criminología de la Universidad Autónoma de Nuevo León en la Facultad de Derecho y Ciencias Sociales en las cátedras de Investigación criminal.
- Maestro de las Materias Introducción al Estudio del Derecho, Derecho Mercantil I, Derecho Mercantil II, Laboral I, Laboral II, en la Facultad de Administración de la Universidad Regiomontana.
- Maestro de las Materias Mercantil I y II, Constitucional, Seminario de Constitucional, Quiebras, Amparo en la Facultad de Derecho y Ciencias Sociales de la Universidad Autónoma de Nuevo León.

LABOR PROFESIONAL

Cuenta en su haber con más de 2,000 litigios y más de 8,000 asesorías en diferentes materias.

1984-2015 abogado postulante - director general de la firma legal "Roberto Flores y Asociados"

2000 Director de Derecho Ecológico en el Colegio de Abogados de Nuevo León

1985-1987 asesor jurídico de Fomento Metropolitano de Monterrey (FOMERREY)

1984-1985 Inspector de Salarios en la Secretaría de Servicios a los Trabajadores y Productividad

1982-1984 Actuario en la Junta Local de Conciliación y Arbitraje del Estado de Nuevo León.

1981-1982 escribiente meritorio en la Agencia del Ministerio Público en Averiguaciones Previas del Ramo Penal n.º 2 en Monterrey, N. L.

1980-1981 escribiente meritorio en el Juzgado Tercero Civil

## Actividades
- Miembro de la Barra de Abogados México Estadounidense desde 1993 a la fecha.
- Miembro de la Federación Latinoamericana de Colegios, Barra y Asociaciones de Abogados desde 1986 a la fecha.
- Presidente de la Nueva Generación del Colegio de Abogados de Nuevo León de 1985 a 1995.
- Vocal del Colegio de Abogados de Nuevo León A. C. de 1988 a 2006.

### Movimiento El Barzón y la Crisis del 93
México enfrentaba una de las peores crisis de su historia orquestada por la personalidad más odiada de todos los tiempos. Lo que parecía una estabilidad económica se volvió rápidamente en una crisis que empobreció a miles de personas quienes confiaron sus bienes a la banca por los bajos intereses que cobraban dichos créditos aunado al bajo costo del dólar sobre el peso. En aquella época, con la impartición del nuevo peso mexicano, que eliminaba tres ceros al peso, los productos era sumamente accesibles. El kilo de tortilla tenía un costo de sólo 1 peso mientras que el litro de leche estaba casi en 2 pesos. La banca ofrecía créditos sumamente atractivos para la población al prometer pagos pequeños para obtener viviendas, vehículos y negocios propios. Invertir en la Bolsa era la nueva actividad de las personas y la compra en el extranjero se convirtió en el pasatiempo habitual cada fin de semana.
Sin embargo, durante 1994 y en un año de elecciones presidenciales algo conmocionó a toda una nación. El candidato presidencial por el Partido Revolucionario Institucional (PRI) Luis Donaldo Colosio se perfilaba como el favorito y principal simpatizante del pueblo mexicano al mostrar un lado más humano y sensible a los problemas del país. Sin duda, cambiaría la situación tan agonizante que se vivía, pero un repentino giro puso al descubierto los oscuros intereses del PRI y en plena luz del día y a la vista de miles de personas, un sujeto se acercó a Colosio, le apuntó en la cabeza con un revólver y disparó dándole muerte. Ante la sorpresa de todo un país y después de elegir a otro candidato, el PRI logró obtener la presidencia de México con Ernesto Zedillo como el sucesor de Carlos Salinas de Gortari. La situación provocó una crisis sin precedentes pues tal elección, aunado al asesinato tanto de Colosio como del Secretario del Comité Ejecutivo Nacional del PRI, José Francisco Ruiz Massieu, tuvo como resultado que la economía nacional se desplomara pues la inversión extranjera se vio comprometida. Pese a las múltiples estrategias del Gobierno para levantar la economía y ayudar a los ciudadanos, nada pudieron hacer y finalmente los bancos tuvieron que aumentar sus intereses lo que provocó que muchas personas perdieran sus casas y sus autos. Asimismo, los inversionistas de la Bolsa terminaron en quiebra total perdiendo todo lo que tenían. Es en este punto cuando el movimiento llamado El Barzón entra en acción.
El Barzón nace en el año 1986 en el Estado de Jalisco pero fue durante la crisis del 93 cuando logra su máximo auge para apoyar a los agricultores quienes de alguna manera se beneficiaron por el apoyo del Gobierno Federal para sus huertos. Cuando la Banca comenzaba a embargar los bienes de los deudores ante el aumento de los intereses, los deudores de El Barzón comenzaron a proteger al manifestar que era injusto que sus deudas aumentaran a consecuencia de la crisis. Es aquí cuando dos prominentes abogados entran al ruedo para defender los intereses de los deudores de El Barzón: uno de ellos era César Fentanes Méndez, Jefe Nacional Jurídico de El Barzón, y Roberto Flores Treviño quien fue su colaborador principal. Juntos emprendieron una lucha que duró muchos años protegiendo los agricultores. Las manifestaciones de hicieron presentes primero en Guadalajara con un plantó de dos días, así como marchas y plantones en bancos y edificios estatales y federales. En Chihuahua y Sonora, El Barzón obtuvo mucho más fuerza y finalmente llega el movimiento a Nuevo León con Liliana Flores Benavides como su lideresa.
Ya para 1994 y 1995, el gobierno crea una especie de alianza con la banca privada cerrando totalmente la posibilidad de los barzonistas de llegar a un acuerdo para mantener sus bienes y evitar ser embargados lo que provocó que toda manifestación sea ignorada. Finalmente El Barzón termina su historia durante el año 1996 al politizar el movimiento pues esto implicaría que, ante la sociedad, las manifestaciones tengan otro ángulo.

## Casos destacados

### El caso Trevi-Andrade
Uno de los casos más polémicos del medio del espectáculo fue sin duda la polémica que involucraba a Gloria Trevi y Sergio Andrade, ambos fuertemente acusados de corrupción de menores, violencia, secuestro y violación, narrado en el libro “La Gloria por el Infierno” escrito por la excorista Aline Hernández publicado en abril de 1998. Así fue como las autoridades comenzaron una investigación en contra de Andrade y Trevi por los supuestos abusos y humillaciones que la misma Aline narraba en su libro. Al año siguiente se presenta una denuncia por los delitos de rapto, corrupción, abuso y violación de menores ante la Procuraduría de Justicia del Estado de Chihuahua en contra de Sergio Andrade, Gloria Trevi, Mary Boquitas y Marlene Calderón quien fuera otra corista de Gloria. El 1 de junio de 1999, la Procuraduría de Chihuahua giró orden de aprehensión contra de los acusados sin lograr su captura ya que se habían fugado del país. Luego de solicitar apoyo a la Interpol se logró su localización y posterior captura en Río de Janeiro, Brasil el 13 de enero de 2000 luego de permanecer por casi 3 meses en esa ciudad junto con las tres hermanas De la Cuesta: Karla, Katia y Karola.
Luego de permanecer detenidos por 5 meses se logra la extradición de los acusados hacia tierras mexicanas para que sea la justicia de México la que se encargue de enjuiciarlos y condenarlos y rápidamente los involucrados iniciaron un proceso legal para evitar la extradición alegando que sus vidas corrían peligro en México. Luego de permanecer 3 años detenida, Gloria anuncia que regresaría a México voluntariamente y de manera pacífica para enfrentar a la justicia mexicana. Así fue como el 21 de diciembre del año 2002, Gloria y su hijo Ángel Gabriel, a quien dio a luz mientras se encontraba presa, llegaron a Cancún para des trasladados al Centro de Readaptación Social (CERESO) de Chihuahua. Es ahí donde Gloria escribe su libro “Gloria” donde inicia y concluye con algunos pasajes de La Biblia. Luego de muchas declaraciones y pruebas presentadas, así como una orden de formal prisión en contra de Gloria, finalmente fue absuelta y exonerada de todo delito y obtuvo su libertad el 21 de septiembre de 2004. La noticia de su libertad fue primera plana y noticia principal en todos los medios noticiosos nacionales. Junto con ella, también quedaron libres Mary Boquitas y Marlene Calderón.

### El caso Cumbres
Otro caso sumamente polémico fue el asesinato de los menores Erick Azur y María Fernanda Peña Coss a manos de Diego Santoy Riveroll. Fue durante la mañana del 2 de marzo del año 2006 cuando la tragedia llega a la familia Peña Coss. Diego, quien fuera novio de Erika Peña Coss (hermana mayor de los menores asesinados) irrumpe la propiedad asesinando primero a Erick, después encierra a la empleada doméstica en una habitación para posteriormente subir al cuarto de la niña para asfixiarla hasta la muerte. En su locura, Diego logra herir de muerte a Erika para después huir del lugar de los hechos. Este incidente, conocido más tarde como Caso Cumbres, impactó a la sociedad mexicana; y el propio Roberto Flores defendiendo a la Familia Peña Coss, se enfrentaba a una abogada muy polémica, Raquenel Villanueva, quien defendía al acusado Diego Santoy. Surgieron muchas declaraciones encontradas por parte de la defensa de Diego, como su acusación en contra de Erika diciendo que ella había sido la que mató a los niños, aunque esto no se pudo comprobar. Se programaron una serie de careos entre Diego y los miembros de la Familia Peña Coss, siendo el careo con su expareja el más intenso, pues ambas partes se acusaron mutuamente.
Finalmente y entre tanta polémica causada incluida el asesinato de la abogada de Diego, Raquenel Villanueva en 2009, el juicio llega a su fin con una sentencia histórica para Nuevo León al condenar al llamado Asesino de Cumbres a 138 años y 6 meses de prisión.

## Participación en Teatro, Radio y Televisión
Roberto Flores es un recurrente invitado en el programa Gente Regia de Televisa Monterrey donde aclara las dudas de los televidentes además de ser invitado en distintos programas transmitidos por internet. El reconocido periodista Mario Gámez frecuentemente invita al Licenciado Flores a su programa de radio llamado La Guillotina transmitido por Dominio Radio cuyas participaciones fueron más recurrentes durante el proceso electoral del 2015 al ser el representante Legal del Gobernador Independiente Jaime Rodríguez Calderón “El Bronco”.
Flores no sólo llegó a ser Productor y Conductor de su propio programa de televisión llamado "A Puerta Cerrada" entre los años 1997 y 2000 en TV Nuevo León Canal 28, la televisora de acceso público del Estado de Nuevo León. En ese programa tenía invitados y trataba temas de interés general así como de temas relacionados con los procesos legales en Nuevo León.
En teatro, produjo dos obras en el Teatro Versalles en el Centro de Monterrey (El Criado Malcriado y En El 69… #PosMeMato) durante el año 2014 las cuales fueron de corta temporada.
- Invitado recurrente en el programa "La Grillotina" con el periodista Mario Gámez en Dominio Radio[5]
- Invitado recurrente en el programa "Gente Regia" de Televisa Monterrey como Asesor Jurídico[6][7]
- Productor de la obra teatral "En el 69... #PosMeMato"
- Productor y Conductor durante dos años del programa “A Puerta Cerrada” en TV Nuevo León, en donde logró entrevistas a destacados abogados con temas de moda y de gran interés para la comunidad.

## Movimiento Bronco Independiente
Una reforma propuesta por el presidente Enrique Peña Nieto y aprobada por el Senado de la República permitió una modificación en los procesos electorales para que ciudadanos sin el respaldo de un partido político pudiera aspirar a ocupar un puesto de elección popular. Jaime Rodríguez Calderón anuncia su interés por buscar la gubernatura de Nuevo León en los comicios del 6 de junio del año 2015 aprovechando la recientemente aprobada Reforma Electoral. Entre su equipo se encuentra el Licenciado Roberto Flores Treviño como asesor jurídico y representante Legal de El Bronco dentro de la Comisión Estatal Electoral de Nuevo León (CEENL).
Durante el proceso que inició a partir de la recolección de las firmas de apoyo necesarias para la acreditación de su candidatura hasta las elecciones, Flores se mantuvo muy apegado y apoyando en todo momento el Movimiento Bronco Independiente. Jaime Rodríguez Calderón “El Bronco” obtiene la victoria con más de 1 millón de votos siendo histórico para el Estado, pues el récord anterior lo tenía el exgobernador Rodrigo Medina De la Cruz con 600 mil votos. 

### Actividades Destacadas en la CEE
- Denuncia ante la Comisión Estatal Electoral a la candidata de la Alianza por tu Seguridad, Ivonne Álvarez García, por mal uso de propaganda electoral al recibir vecinos de la colonia Fomerrey 16, en el municipio de Monterrey, sus recibos de energía eléctrica dentro de un díptico con información de la candidata, muchos de ellos con deuda de cero pesos.[10]
- Denuncia en contra de la candidata Ivonne Álvarez por utilizar recursos de la Universidad Autónoma de Nuevo León por un supuesto proyecto creado por la universidad en el que a algunos alumnos se les pagó con 6 mil pesos, becas y con el pase de los exámenes finales para crear cuentas falsas de redes sociales y apoyar desde ellas a la candidata priísta.[11]
- Respuesta en rueda de prensa al Partido Acción Nacional que presentó ante la Comisión Estatal Electoral un recurso de Impugnación de Candidaturas Independientes, presuntamente, porque la Comisión omitió verificar cada uno de los respaldos ciudadanos y manifestando que la CEE no verificó que las firmas sean reales. Se logró refrendar el acuerdo que se tenía con la Comisión Estatal Electoral.[12]
- El equipo jurídico encabezado por Roberto Flores detectó 300 casillas donde presuntamente el PRI pretendía realizar actos para violentar el sufragio en los municipios de Monterrey, Guadalupe y Apodaca. Roberto Flores aplicó el uso de inhibidores de celulares y organizó hasta 200 personas voluntarias para los operativos carrusel para vigilar que eso no suceda.[13]

### Transición de Gobierno Nuevo León 2015
Roberto Flores Treviño fue nombrado por el Gobernador electo durante el período de transición: Comisionado para Seguridad y Procuración de Justicia del Gobierno de Transición del Ing. Jaime Rodríguez Calderón.

## Procurador general de Justicia del Estado de Nuevo León

### Nombramiento
El 7 de octubre de 2015, comparece ante los diputados locales del Congreso del Estado como aspirante a ocupar la Procuraduría General de Justicia, en donde fue aprobado por mayoría calificada, y es un día después, el 8 de octubre, cuando el gobernador constitucional del Estado de Nuevo León, Jaime H. Rodríguez Calderón, le toma protesta como procurador general de Justicia del Estado de Nuevo León, cargo que ostentó hasta el mes de febrero de 2017.